# Операція «Уайт»
Операція «Уайт» (англ. Operation White) — військова операція, що проводилася силами Королівського військово-морського флоту Великої Британії з метою проведення конвою на Мальту під час битви на Середземному морі.

## Зміст
Операція «Уайт» мала за мету доставку на обложену Мальту 14 бойових літаків: 12 винищувачів Hawker Hurricane та 2 пікіруючих бомбардувальники Blackburn Skua.
Успішному проведенню операції стало на заваді те, що британці дізналися про вихід потужного італійського угруповання в море і дали команду на початок зльоту авіації завчасно. Як результат, винищувачі та бомбардувальники стартували з борту авіаносця HMS «Аргус» набагато раніше, у вихідній точці, яка знаходилася на значній відстані від островів. Зокрема зльоту не сприяли погані погодні умови під час проведення операції. Брак пального примусив до вимушеної посадки на воду восьми винищувачів «Харрікейнів», тоді як один з відучих бомбардувальників «Скуа» заблукав і був збитий італійцями над Сицилією. Літаючі човни «Сандерленд» і бомбардувальники-розвідники «Мартін Меріленд», що висилалися в ролі супроводу, не зустріли літаки, і автономно повернулися на Мальту. Через це тільки 5 з 14 літаків, що злетіло з авіаносця досягли Мальти.
Операція «Уайт» проводилася в рамках так званого комплексу заходів Club Run, що проводився силами Королівського військово-морського флоту Великої Британії з метою забезпечення обложеного острову Мальта літаками військової авіації, які перелітали власноруч з борту авіаносців на острів